# Andromma juakalyi
Espèce
Andromma juakalyi est une espèce d'araignées aranéomorphes de la famille des Liocranidae.

## Distribution
Cette espèce est endémique du Tshopo au Congo-Kinshasa,. Elle se rencontre vers Kisangani.

## Description
Le mâle holotype mesure 2,51 mm.

## Systématique et taxinomie
Cette espèce a été décrite par Bosselaers et Jocqué en 2022.

## Étymologie
Cette espèce est nommée en l'honneur de Jean-Louis Juakaly .

## Publication originale
- Bosselaers & Jocqué, 2022 : « Studies in the Liocranidae (Araneae): revision of Andromma Simon, 1893. » European Journal of Taxonomy, vol. 850, p. 1-78 (texte intégral).